# Elizabeth Lucar
Elizabeth Lucar, född 1510, död 1537, var en engelsk kalligraf. 
Hon var omtalad under sin samtid för sina kunskaper som konstnär och språk. Hon talade latin, spanska och italienska, och för sina färdigheter inom kalligrafi och sömnad. Hon är föremål för ett känt epitafium.